# Hylaeus sandacanensis
Hylaeus sandacanensis är en biart som först beskrevs av Cockerell 1919.  Hylaeus sandacanensis ingår i släktet citronbin, och familjen korttungebin. Inga underarter finns listade i Catalogue of Life.